# آدریان کولونگا
آدریان کولونگا (انگلیسی: Adrián Colunga؛ زادهٔ ۱۷ نوامبر ۱۹۸۴) بازیکن سابق فوتبال اهل اسپانیا است که در پست مهاجم بازی ‌می‌کرد.
او در ۱۵۲ بازی لالیگا در طول هفت فصل بازی کرد و در مجموع ۳۶ گل برای رکریتیوو اوئلوا، رئال ساراگوسا، ختافه، اسپورتینگ خیخون و گرانادا به ثمر رساند.